# 兵庫障害者職業能力開発校
兵庫障害者職業能力開発校（ひょうごしょうがいしゃしょくぎょうのうりょくかいはつこう）は、兵庫県伊丹市にある国立の障害者職業能力開発校である。職業能力開発促進法に基づき国が設置、兵庫県が運営（国立県営）する。身体障害者および知的障害者に対する就労訓練をおこなっていて、寮も設置されている。

## 訓練科
- OA実務科
- グラフィックアート科
- インテリアCAD科
- 総合実務科（知的障害者）
- ビジネス実務科（精神障害者）

総合実務科・ビジネス実務科以外の訓練科は身体障害者対象の訓練科。

## 交通
- 伊丹駅 (JR西日本)徒歩10分
- 伊丹駅 (阪急)徒歩20分